# Базилика Святого Мартина (Тур)

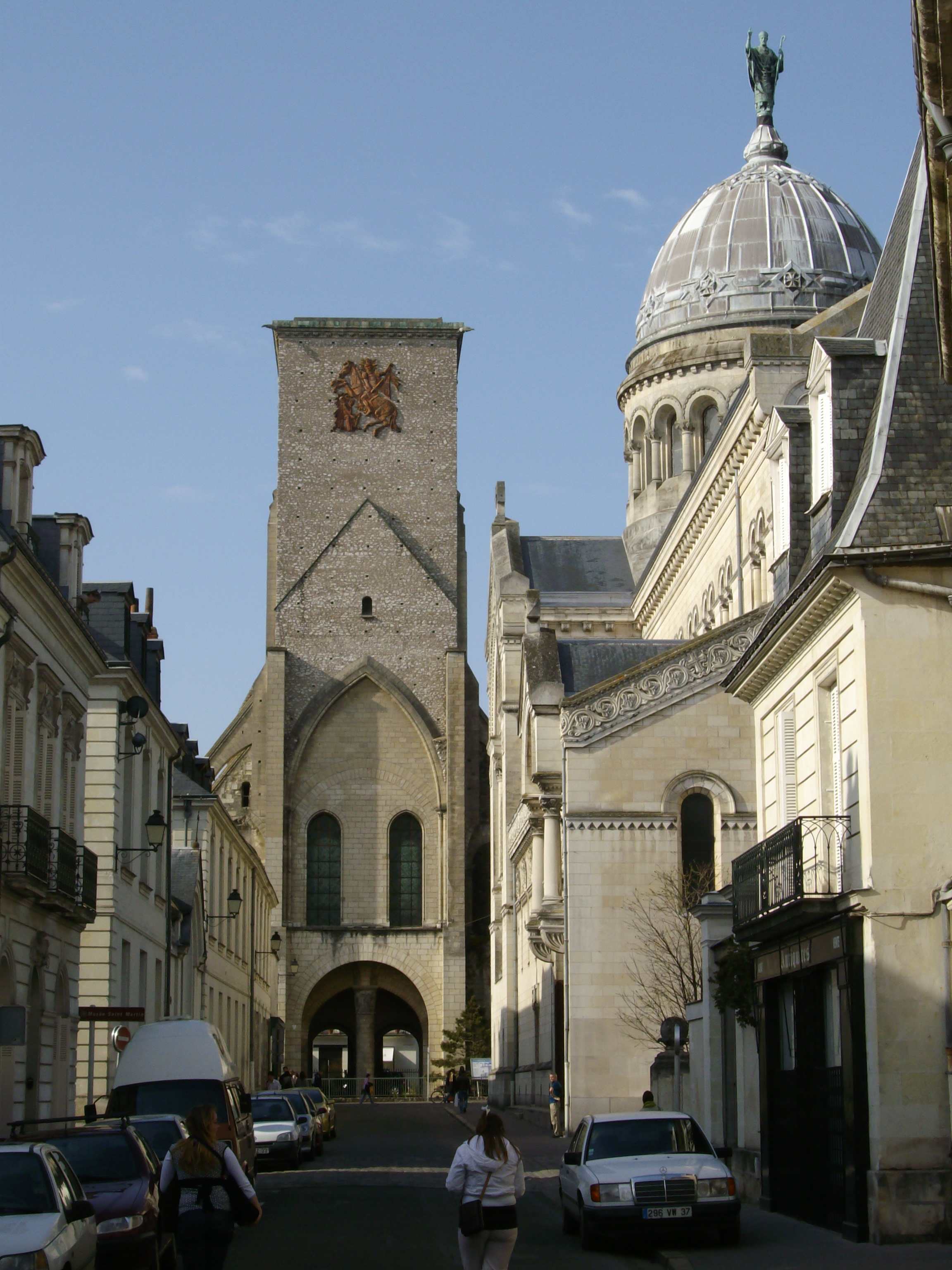
Башня Карла Великого, восстановленная часть средневековой базилики Святого Мартина; справа — современное здание базилики

Базилика Святого Мартина (фр. Saint-Martin de Tours) — базилика, освящённая в честь святого Мартина Турского во французском городе Тур.
В Средние века бенедиктинское аббатство Святого Мартина было крупным культурным и религиозным центром, местом всенародного паломничества ко гробу святого Мартина, а базилика Святого Мартина до середины IX века была одной из крупнейших церковных построек в Европе.

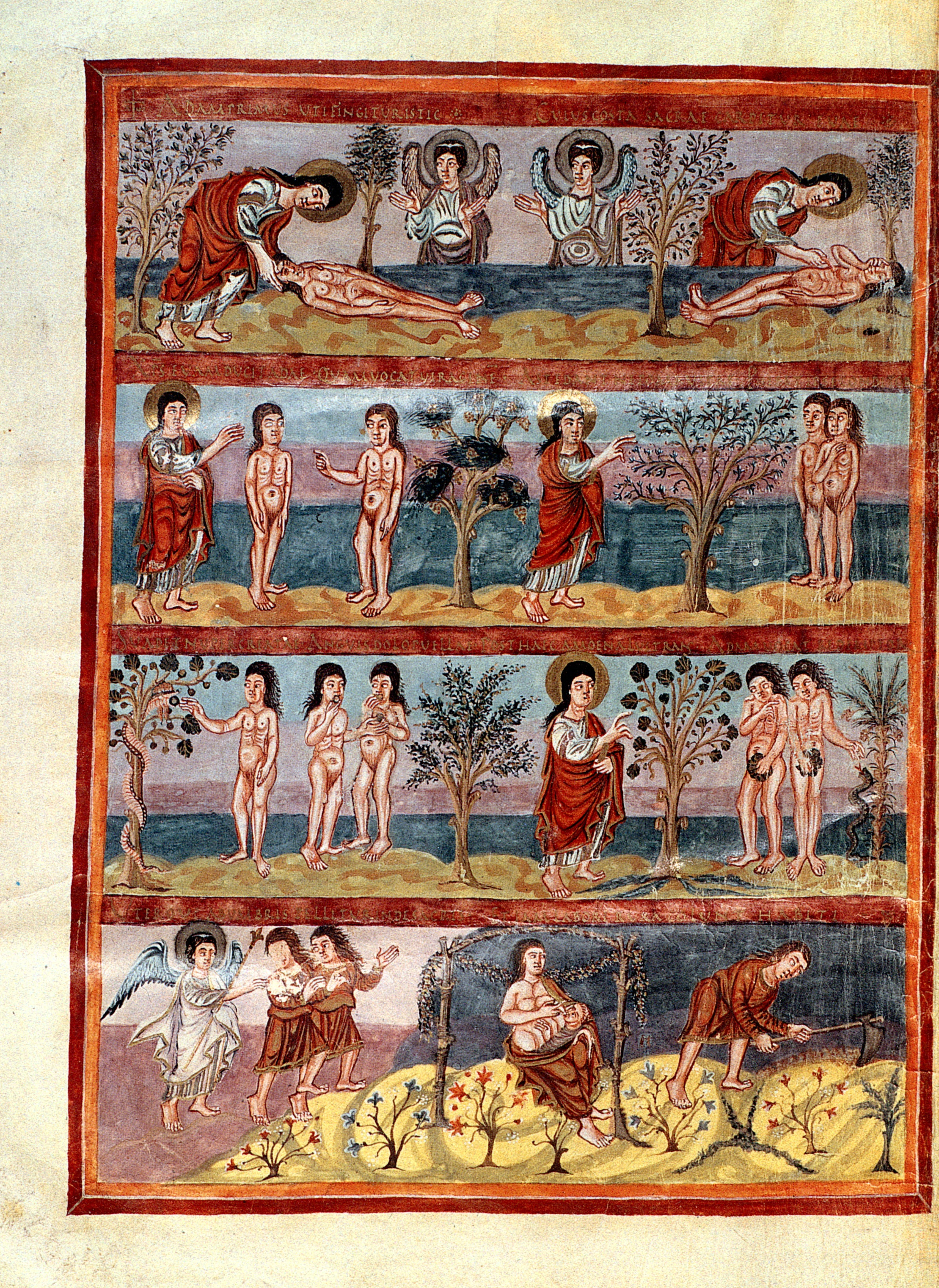
Миниатюра из Грандвальской Библии, ок. 840 года. Британская библиотека (Лондон)

Первая базилика была построена на месте захоронения святого Мартина в 471 году. Меровингский король Хлодвиг I уже в начале VI века торжественно принимал здесь посольство византийского императора Анастасия I. В 786—804 годах аббатом монастыря был выдающийся просветитель и учёный Алкуин. Он организовал скрипторий, который ещё при Каролингах превратился в первоклассную художественную мастерскую, где работали видные миниатюристы (см. Каролингские иллюминированные рукописи). Известные работы — древнейшая рукопись Алкуиновой редакции Вульгаты (конец VIII века, сохранилась фрагментарно), иллюминированные Грандвальская Библия (ок. 840), Первая Библия Карла Лысого (845), «Основы арифметики» Боэция (ок. 845). Каллиграфы аббатства разработали собственный вариант полуунциала, который в западной палеографии получил название турского (или туронского) полуунциала.
Норманнские завоеватели в 853 году при аббате Гильдуине сожгли первую базилику (как и все остальные церкви Тура). На месте старой базилики в 903 году выросла новая, которая сгорела в 997 году. Новая базилика в романском стиле была выстроена на том же месте и освящена в 1017 году, но также сгорела в 1096 году. В 1175—1180 годах базилика была реконструирована и в таком виде (с некоторыми модификациями) просуществовала до 1562 года, когда была разграблена и частично разрушена гугенотами. В полуразрушенном состоянии средневековая постройка продержалась до Великой французской революции, в ходе которой была окончательно уничтожена.
Нынешнее здание базилики было выстроено в 1886—1924 годах по проекту французского архитектора В. Лалуа в неовизантийском стиле. Оно было освящено в 1925 году. Остатки средневекового аббатства — построенные в романском стиле башня Карла Великого (Tour Charlemagne, XI века) и Часовая башня (Tour de l’Horloge, XI века).